# Dier en Natuur
Dier en Natuur (DNTV) was een Nederlands digitaal televisiekanaal van de NPO, dat werd verzorgd door de AVRO. Het thema dat centraal stond was de natuur en dieren dicht in de directe omgeving, van de berm tot de plantenbak, van de dierentuin tot huisdieren en van het Naardermeer tot de Drunense Duinen.
Van 6.00 uur tot 20.30 uur zond de AVRO nieuwe programma's uit voor kinderen en jongeren van 2 tot 14 jaar. Deze programma's werden gemaakt door studenten van verschillende audiovisuele opleidingen in Nederland. 's Avonds zond DNTV programma's uit de archieven van de publieke omroep en andere archieven uit. Op de site van DNTV kon men ook eigen materiaal laten zien. De leukste inzendingen werden opgenomen in de programmering van DNTV.
De programmaconcepten waren crossmediaal en interactief. Met de input van de internetbezoekers (klachten, suggesties en ideeën) gingen de televisiemakers op pad. Zo werden de zelfgemaakte filmpjes die men via het internet kon uploaden getoond in de programma's, kon men de mooiste natuurplekken uit de programma's terugvinden op de landkaart en waren er verhalen, spellen en meer interactieve acties, die gekoppeld waren aan de televisieprogramma's. 
De zender was te bekijken door mensen die een digitaal televisiepakket hadden. Ook was het mogelijk veel van deze programma's online te bekijken. Op 1 januari 2009 is het kanaal gestopt met uitzenden. Er is nog wel een archief beschikbaar waar alle items on-demand bekeken kunnen worden.